# 袁怀绍
旺阿末法依沙·旺阿末加玛（1987年5月8日—），官方中文名为袁怀绍，马来西亚马来裔政治人物，现任土著团结党最高理事会成员。他自2022年起当选为吉兰丹州马樟国会议员，曾任马来西亚国家团结部副部长（2021年至2022年）、马来西亚青年及体育部副部长（2020年至2021年），以及上议员（2020年至2022年）等职，也曾在土著团结党担任青年团团长（2020年至2024年）。

## 名称
马来西亚华文媒体上曾先后出现「万费沙」、「旺费沙」、「旺阿末费沙」等不同的译名。2022年2月8日，其机要秘书聂阿兹米（Nik Azmi Nik Ahmad Fathil）通知华文媒体今后统一使用中文译名袁怀绍。据袁怀绍解释，这是为了规范所有华文媒体平台的使用，以方便华裔社会认识他，加强他与华社的联结。
至于「袁怀绍」一名由来，一说是在数个征集到的候选名字当中，由庇能福建话协会的团队建议，以「袁怀绍」的福建话发音 Uân Huâi-siāu 音似 Wan Fayhsal 而取，且「怀」字意味珍惜关怀，「绍」字有传承延续之意，名字意涵佳。另一说则是他在2020年3月出任青年与体育部副部长时就已起好，此名是他在伦敦政治经济学院求学时认识的华裔朋友与其办公室职员讨论后的结果。
值得一提的是，袁怀绍知道其华文名与中国漢末三国时期的大将军袁绍相似。他曾询问民政党朋友的意见，并得到正面的回应，认为是个好名字。他对于其名字像是中国古代一位将军感到很荣幸，且相信能为其华文名增添运气。

## 早年背景
在从政之前，袁怀绍曾是土著议程领导单位（TERAJU）的高级执行员、博特拉商学院的研究员，以及马来西亚国家石油的战略规划执行员。他获得国库控股奖学金在国油大学完成化学工程的理科学士学位，并于2018年在伦敦国王学院完成地缘政治、领土和安全的文学硕士学位。其硕士学位论文标题为《盘旋的巨龙：解读中国在马来西亚半岛的地缘经济扩张主义》（The Encircling Dragon: Deciphering China's Geo-economic Expansionism in Peninsular Malaysia）。

## 政治生涯
2020年8月15日，袁怀绍继赛沙迪之后，出任土著团结党青年团第二任团长。他曾担任赛沙迪的助理，惟在“喜来登政变”爆发时，原本支持希盟阵营的他突然转态支持第八任首相慕尤丁，而被赛沙迪阵营标签为“叛徒”。
2022年马来西亚大选，袁怀绍上阵吉兰丹马樟国席，采用伊党旗帜出征。在四角战中，获得3万5千603张票，以1万零154张多数票当选。
2024年11月4日，在土团党举行2024年至2027年政党选举中，袁怀绍当选土团党最高理事会（MPT）20名成员之一。

## 争议事件

### 主张分阶段废除华淡小
2020年8月26日，时任青年与体育部副部长袁怀绍，以土著团结党青年团团长及上议员的身份发表文告，反对政府维持现有的多源流教育体制，而主张分阶段关闭华文小学和淡米尔小学。袁怀绍主张因为多源流学校的存在，造成国家无法培育拥有强烈国家认同的学生，不少观点都认为多源流学校抵触《联邦宪法》，因此为了巩固国家团结，团青坚定认为华淡小必须分阶段废除。其言论一出随即引起华社大反弹。
希盟三党青年团团长，即行动党社青团长李存孝、公青团团长阿克玛，及诚信党青年团长沙兹尼在联合声明中，抨击袁怀绍发表分阶段废除华淡小言论，表示《联邦宪法》第152条文阐明马来语的国语地位，但也维护其它族群使用和学习其他语言的权利，袁怀绍这番言论已违宪，更直言该废除的是其种族主义立场。行动党古来国会议员张念群也抨击袁怀绍言论不负责任，质问何以仅针对华淡小，而非同样不用马来文为教学媒介语的国际学校。她也强调华淡小不是为单一族群或认同而服务，反之，华淡小的存在非常符合马来西亚的方式，也反映国家原则的精神。
袁怀绍的废除华淡小主张也引起政府同僚的反弹，马华马青多位领袖皆严声谴责。马青团长王晓庭批评袁怀绍老调重弹，只为捞取廉价宣传，建议他身为国家青年领袖的一份子，应该提供意见如何能够让国家的教育体系与其他国家竞争，而不是破坏种族和谐。马青总团发言人方家椳也发文告指，袁怀绍的言论是对《联邦宪法》和《1996年教育法令》的无知，也完全不理解多元种族共存共荣的真谛，他才是真正破坏种族和谐与国民团结的政客。8月28日，雪隆华校董事会联合会、淡米尔教育基金会和全球印裔组织前往加影警局报案，要求警方援引《1948年煽动法令》针对袁怀绍破坏种族关系的言论展开调查。
2021年11月29日，时任国家团结部副部长的袁怀绍对此课题转变立场。当时袁怀绍在国会下议院回答行动党大山脚国会议员沈志强的附加提问，针对沈志强所提及他曾发表的废除多源流学校言论，是否有违「大马一家」精神时，袁怀绍澄清当时他的用意是要强化马来语作为媒介语，而不是要废除多源流学校。袁怀绍表示该文告是他作为土团党青年团团长的身份，而不是作为团结部副部长的身份发表，他想强调的是需要大力确保多源流学校坚持国语作为一种可以连接教师与社会的语言。沈志强则斥责袁怀绍在议会厅上说谎，表示该回答显然不实，因为如果要加强国语，那么就不应该是废除多元流学校，袁怀绍以自己的立场和言论混淆议会。

### 「直升机撒钱」印钞政策救市论
2020年11月16日，袁怀绍在接受BFM电台访问时，评论了2021年慕尤丁政府的财政预算案，他认为让人民动用公积金存款并非长久的经济修复方案，他建议国家银行采取「直升机撒钱政策」，加印钞票并直接发给人民去消费以刺激经济。「直升机撒钱」（Helicopter Money）是经济学术语，指国家银行实施零利率或接近零利率政策，通过购买国债等中长期债券，增加基础货币供给，向市场注入大量流动性资金，以刺激消费及经济发展，并非指真的使用直升机从高空撒钱。袁怀绍「多印钱」以直接给人民花费的倡议，引来许多网民留言嘲讽。
巫青团长阿斯拉夫批评这项建议不切实际，只会破坏金融系统与国家经济，倒不如附和巫青团的立场，争取公积金存户提款救急，同时延长暂缓还贷措施。国民投资机构（PNB）前执行长加里尔（Jalil Rasheed）也不点名抨击袁怀绍的建议，认为国家银行如果继续加印货币，只会使马币进一步贬值，因为马币的流通量已经太多，现在已太过疲软，此举绝非理想的解决方案。行动党浮罗池滑州议员李俊杰则对袁怀绍「直升机撒钱」救市论深感惊讶，并以当年日本占领马来亚期间随意印制钞票，导致通货膨胀后一文不值的「香蕉钱」为例，对袁怀绍的「印钱救市」言论感到心寒，并认为他应该辞职。行动党大山脚国会议员沈志强表示袁怀绍加印钞票的建议，彰显了他在经济课题上的天真无知，无视了人们若对货币制度失去信心、恶性通货膨胀，及经济整体崩盘的严重后果，要求首相慕尤丁谴责袁怀绍，并指示他撤回有关言论。
袁怀绍则继续捍卫其言论，他表示加印钞票涉及到经济学原理，反指批评者误解他的理论，并作出错误的揣测。他指出现代货币理论（Modern Monetary Theory）认为，加印更多的货币并不是造成通货膨胀的唯一原因，而是国家未能生产足够的食物和商品供人们消费所造成的，因此只要刺激了消费，向市场注入更多的钱也不会造成通货膨胀。经济学家受询此事时则认为现代货币理论过于极端，因为该理论无法解决道德风险，货币作为一种交换的媒介，需付出努力才能获得，而在很容易便能得到钱的情况下，人们将拒绝更努力地工作，这将会影响生产力，若生产力降低就会导致通货膨胀。

### 促取消周杰伦演唱会以让路国足比赛
2023年1月6日，曾担任青体部副部长的袁怀绍要求取消台湾歌手周杰伦于武吉加里尔国家体育馆举办的演唱会，以让路给1月7日进行的马来西亚对垒泰国的东南亚足球锦标赛半决赛首回合比赛，因为这是对大马而言重要的国际赛事，国家体育馆应该优先给国家运动。他要求青体部部长杨巧双行使权力更改周杰伦演唱会场地，以便让更多人可以观赏「马来亚虎」国家足球队的赛事。事缘该场球赛只有开放5万9000张门票，且已经售罄，因为工作人员正在为将于1月15日举行的周杰伦演唱会搭建巨型舞台架构，占据了体育场的2万1000个座位而被迫腾空，无法全面开放座位一事引发了大马球迷和周杰伦歌迷之间的骂战。
对于袁怀绍要求她行使部长权力更改周杰伦演唱会场地的建议，杨巧双抨击袁怀绍这属于滥用职权，她不能这么做。杨巧双也表示周杰伦演唱会已经售出了4万5000张门票，而亚通体育馆只能容纳1万3000人。她揶揄袁怀绍在发表政治声明前，应该先去做足功课。杨巧双此前也已解释，周杰伦世界巡回演唱会的主办方，其实早在3年前的2019年3月13日已先行租下体育馆，而大马足总则在2022年8月18日才租借。有网民也引述报道证明，1月15日周杰伦演唱会举办的日期，事实上是在2022年袁怀绍入阁的国盟政府时期批准的，可是现在他却要团结政府取消。部分网民批评袁怀绍借机捞取政治资本，认为他身为青体部前副部长却假装不知道体育馆的管理运作，忽略了若要牺牲周杰伦演唱会，则当局就必须赔偿甚至挨告。
面对网友涌入其脸书帖文留言批评，袁怀绍随即与网民正面交锋，更发表了数则涉嫌种族主义的言论，再度引起争议。有网民质问为何只要求演唱会展延，却不展延足球赛事，袁怀绍则回复说：「华人对（支持）马来亚虎没兴趣吗？」另外，也有网民讽刺袁怀绍博宣传，表示在发生此事之前，许多人都不认识他，袁怀绍反击指：「不认识的，很多都是上华小的；没关系，就让我们互相认识。」袁怀绍也在留言区写道，就算周杰伦愿意延后演唱会，但他发现还是有很多大马华人在投诉。袁怀绍也说，身为大马人，若是爱国就应该把马来亚虎排在心中第一位，周杰伦则排在第二位。但之后这些留言已经删除。

### 受邀出席中共对话会
2023年3月15日，袁怀绍在脸书贴出一张中国共产党总书记习近平的视讯截图，自揭他受邀代表土团党出席「中国共产党与世界政党高层对话会」，称习近平总书记提出的「全球文明倡议」旨在构建惠及各方的友谊发展网络，并感谢中国驻马大使馆的邀请。此贴文一出随即迎来网民一面倒的讥讽，指土团党现在的所作所为与过去批评中国共产党的言论背道而驰，过去将行动党喻为共产党，如今却出席中国共产党相关对话会，嘲讽土团党才是真正的共产党支持者。3月17日，袁怀绍发文辩解，跟中国做朋友不代表认同共产党理念，而是通过与中国建立友善关系，以更高明的策略，铲除马来西亚国内残留的共产主义势力。袁怀绍指称，大马政治仍然有共产党残余份子活跃，只不过他们正微妙隐蔽地前进，想要推翻马来王室和伊斯兰的地位，将马来西亚变成共和国。袁怀绍更举前首相敦阿都拉萨为例，当时他与中国建交是遏制马来亚共产党滋长的明智之举。

### 阿布卡里基金会免税案报假案风波
2023年3月24日，袁怀绍连同多名土团党领袖，前往吉隆坡金马警区总部报案，指控首相安华和前财政部长林冠英涉嫌误导国会。此前的3月9日，土团党主席慕尤丁指控林冠英在担任财长期间，撤销马来大亨赛莫达旗下阿布卡里基金会（Yayasan Albukhary）所享有的免税优惠，而安华3月21日在国会出面捍卫林冠英，说明林冠英任内不曾做出撤销该基金会免税地位的决定。袁怀绍表示，安华在国会声称根据《1967年所得税法令》第44(6)条文，豁免税务的权力属于内陆税收局总监，而不是首相或部长的权力。然而安华却未提及，该法令第44(6B)条文允许财长驳回内陆税收局总监的决定。他因此要求警方，从伪造讯息、捏造虚假证据、刑事阴谋和诽谤的角度，调查林冠英和安华。
3月25日，林冠英反指控袁怀绍报假案，直言袁怀绍错误诠释《1967年所得税法令》第44(6B)条文，因为该条文针对的是部长处理上诉的情况，而不是赋权部长主动撤除任何的免税地位，袁怀绍的指控暴露了其对经济、财政或税务事宜的无知。林冠英更抨击对安华国会发言报案的袁怀绍不配担任国会议员，因为警方或任何政府机构都没有权力介入或调查国会所讨论的事务。袁怀绍则反呛林冠英指控别人之前，先确保自己有遵守法律，不要只懂得演戏和博宣传。3月27日，行动党怡保东区国会议员李存孝与多名希盟议员，向金马警区总部投报袁怀绍触犯刑事法典第182条文（报假案），呼吁警方对袁怀绍采取法律行动。3月29日，针对行动党日落洞国会议员雷尔要求袁怀绍解释他向警方报案、污辱国会程序一事，袁怀绍驳斥有关指控，他否认曾对阿布卡里基金会免税地位事件向警方报案，表示他只是在金马律警局宣读报案内容，报案者是土团党青年团团员，他本人没有违反议会规则。

### 人民穷到卖肾论
2023年4月3日，袁怀绍在国会走廊记者会上施压政府允许另一轮雇员公积金提领存款时，声称有人民因生活穷苦而被迫卖肾换钱。袁怀绍的言论随即引发了各方争议，纷纷质疑其真实性。行动党古晋国会议员俞利文声明该指控非常严重，因为在大马贩卖器官是非法的，如果袁怀绍没有充分的证据来佐证，那就是在进行不负责任的廉价政治宣传。布城医院内科和肾脏科顾问拉菲达阿都拉（Rafidah Abdullah）医生也反击袁怀绍，表示在国内并没有卖肾一说，马来西亚是《伊斯坦布尔宣言》的签署国之一，该宣言明确禁止以任何形式或手段贩卖器官，要求袁怀绍说话前三思。沙巴伊丽莎白二世女王医院器官捐献协调员阿都贾峇（Abdul Jabbar Ismail）医生也指出，非法器官移植手术很难秘密进行，认为袁怀绍的言论幼稚且不负责任，将打击捐献器官的倡导工作。
之后数日袁怀绍的「卖肾论」持续延烧。卫生总监诺希山发文告不点名回应袁怀绍，表示卫生部严正看待有关国内存在器官买卖活动的指控，他呼吁如果任何个人或团体掌握贩卖器官的情报，应向卫生部或警方投报，若存在以非法摘取器官为目的人口贩运，执法单位可援引《2007年反贩卖人口及反贩运移民法令》对付涉案单位。一名疑似卖肾故事源头的TikTok用户，于4月5日就制作误导性影片一事向马来西亚和新加坡政府公开道歉。他为了赚取快钱偿还债务，此前发布了他要从大马前往新加坡卖肾的假影片，没想到却登上热门推荐页面。公正党副宣传主任蔡伟杰促请袁怀绍为「卖肾论」道歉。若他坚持言论属实，则应该向有关当局揭发非法出售器官案件，而不是用来政治炒作。他也批评袁怀绍的言论已严重影响到捐赠器官行为，破坏政府的努力且侮辱病人以及器官捐赠者。
4月7日，袁怀绍声明他拒绝为「卖肾论」道歉。他坦承他是从寻求提领公积金的脸书群组中，得知有人愿意卖肾来维持生活的消息。他强调本身不是要鼓吹贩卖器官，而批评者试图把事情政治化。袁怀绍表示他并没有针对任何具体案例，只是反映民间疾苦，至于他们的说法是否属实，就由当局来调查。如果他被误解了，会发文告就此事澄清。袁怀绍也坚持其原来言论，即人民已水深火热，如果不允许提领公积金，他们或为了偿还债务而从事非法活动。4月14日，行动党槟州财政黄汉伟前往百大年路警局报警，呼吁警方援引刑事法典第504条文（蓄意侮辱与破坏公共安宁）、505(C)条文（蓄意煽动）及499条文（刑事诽谤）对袁怀绍发表的「卖肾论」展开调查。

## 轶事
袁怀绍在马来社会有个褒贬不一的昵称──「行话佬」（Mat Jargon）。这是由于他早前在学院内外热衷于辩论，以及在行文和发表演说时善套学术术语和夸张式语调之故，让阅罢的人都不太知其所云。例如在2020年12月1日，袁怀绍在走访社区时称赞汉堡档主售卖的「有香料调味的鸡蛋包馅汉堡」（burger bersalut telur berempah）好吃，其脱节言论随即招来网民嘲讽，因为通常人们只称之为「特别汉堡」（burger spesial）。

## 选举成绩
| 年份 | 选区             | 候选人 | 候选人               | 得票数 | 得票率 | 竞选对手                   | 竞选对手           | 得票数 | 得票率 | 总票数 | 多数票 | 投票率 |
| ---- | ---------------- | ------ | -------------------- | ------ | ------ | -------------------------- | ------------------ | ------ | ------ | ------ | ------ | ------ |
| 2022 | 吉兰丹 P029 马樟 |        | 袁怀绍（土著团结党） | 35,603 | 54.68% |                            | 阿末嘉兹兰（巫统） | 25,449 | 39.08% | 66,024 | 10,154 | 73.31% |
| 2022 | 吉兰丹 P029 马樟 |        | 袁怀绍（土著团结党） | 35,603 | 54.68% | 罗斯里阿拉尼（人民公正党） | 3,934              | 6.04%  |        | 66,024 | 10,154 | 73.31% |
| 2022 | 吉兰丹 P029 马樟 |        | 袁怀绍（土著团结党） | 35,603 | 54.68% | 莫哈末瑟曼（土著权威党）   | 128                | 0.20%  |        | 66,024 | 10,154 | 73.31% |

## 著作
- 《马来人的身份与叙事：自新经济政策以来马来政治的历史与未来》（Identiti dan Naratif Melayu: Sejarah dan Masa Hadapan Politik Melayu Sejak Dasar Ekonomi Baru，2023）